# Mar de Petxora
El mar de Petxora (també anomenat golf de Petxora) (en rus, Печорское море, o Pechorskoye more), és un petit mar ubicat a les costes del nord-oest de Rússia, un braç del mar de Barentsz, a la part sud-est.

## Geografia
Limita a l'est amb les costes occidentals de l'illa Vaigatx i la península Iugòrski, a l'oest amb l'illa Kolgúiev, al sud amb la costa continental de l'ókrug autònom dels Nenets i al nord amb la costa sud de l'illa meridional de l'arxipèlag de Nova Terra. Comunica amb el mar de Kara per dos estrets, que voregen l'illa Vaigatx: al nord l'estret de Kara i al sud l'estret de Iugor.
El mar de Petxora és una mar soma, molt poc profunda, la mitjana de fondària és de 6 m. i la màxima de 210. El riu Petxora de 1.998 km. de llargada hi desemboca. Hi ha pous de petroli.
El mar de Petxora queda bloquejat pel gel flotant de novembre a juny.
Es va utilitzar com punt de partida a l'est des de l'expedició de 1032 per Uleb.